# Złożenie do grobu (obraz Rembrandta)
Złożenie do grobu – dwie wersje olejnego obrazu Rembrandta.
Obraz należy do cyklu pięciu obrazów zamówionych przez księcia orańskiego Fryderyka Henryka o tematyce Męki Pańskiej. Obrazy miały przyozdobić rezydencję księcia, Pałac Noordeinde w haskim Starym Dworze. Rembrandt za namową Constantijna Huygensa podjął się zlecenia pisząc do niego:

Mój Panie, Mój miły Panie Huygens! Żywię nadzieję, że Wasza Miłość zechce powiadomić Jego Ekscelencję, iż ze wszystkich sił staram się jak najszybciej ukończyć pracę nad zleconymi mi osobiście przez Jego Ekscelencję trzema obrazami Męki Pańskiej przedstawiającymi „Złożenie do grobu”, „Zmartwychwstanie” i „Wniebowstąpienie Chrystusa”, do których dołączyć można „Wzniesienie krzyża” i „Zdjęcie z krzyża”

Powstałe dzieła znajdują się dziś w komplecie w zbiorach muzealnych Starej Pinakoteki w Monachium.

## Interpretacja dzieła
Dzieło wydaje się być nieukończone. Rembrandt wzorował się prawdopodobnie na dziele swojego mistrza Pietera Lastmana, o tym samym tytule, powstałym w 1612 roku. Zastosował podobną kompozycję, choć w przeciwieństwie do Lastmana skupił się na wykorzystaniu kontrastów światła i cienia, a nie na bogactwie strojów i kolorów. Rembrandt, wzorem caravaggionistów z Utrechtu, stosuje jedno źródło światła, zakryte dłonią jednego ze świadków zdarzenia. Blask świecy rozświetla zwłoki Chrystusa i biały całun okrywający jego ciało. W jej blasku można ujrzeć smutne i zatroskane twarze żałobników.
Na Uniwersytecie w Glasgow, w Hunterian Art Gallery, znajduje się studium do tego obrazu wykonane w tym samym czasie. Widać na nim nieco inny układ kompozycyjny od wersji ostatecznej, jednakże myśl zastosowania światłocieni dla wydobycia dramaturgii sceny została niezmieniona.

## Proweniencja
Obraz monachijski został zamówiony przez księcia orańskiego Fryderyka Henryka. 20 marca 1668 trafił do zbiorów Amalie zu Solms-Braunfels. W 1716 znajdował się w spisach Johanna Wilhelma z Düsseldorfu. W 1716 roku dzieło odziedziczył hrabia Karol III Filip Wittelsbach. W kolejnych latach dzieło przechodziło do kolejnych spadkobierców: w 1742 Karol IV Teodor Wittelsbach, w 1799 Maksymilian I Józef Wittelsbach. W 1806 roku obraz trafił do zbiorów muzealnych Starej Pinakoteki w Monachium.